# Kei Chinen
Kei Chinen (知念 慶, , Chinen Kei), né le 17 mars 1995 à Haebaru au Japon, est un footballeur japonais qui évolue au poste d'avant-centre.

## Biographie
Né à Haebaru au Japon, Kei Chinen rejoint le club de Kawasaki Frontale en 2017, en provenance de l'université d'Aichi Gakuin. Il joue son premier match avec l'équipe première le 1er avril 2017, lors d'une rencontre de J. League contre le Vegalta Sendai. Il entre en jeu à la place de Kengo Nakamura lors de cette rencontre remportée par son équipe sur le score de deux buts à zéro. Il inscrit son premier but en professionnel lors d'une rencontre de Coupe de la Ligue japonaise contre cette même équipe du Vegalta Sendai, le 4 octobre 2017. Son équipe s'incline toutefois par trois buts à deux ce jour-là. Il marque son premier but en championnat le 22 octobre suivant contre le Kashiwa Reysol (2-2).
Il remporte son premier trophée étant sacré champion du Japon en 2017. Il récidive la saison suivante, en étant de nouveau sacré champion.
Le 24 octobre 2018, Chinen réalise le premier doublé de sa carrière lors des quarts de finale de la coupe du Japon, face au Montedio Yamagata. Ce n'est toutefois pas suffisant pour son équipe, qui s'incline ce jour-là (2-3).
En 2018 et 2019, il participe à la Ligue des champions d'Asie avec cette équipe. Il inscrit trois buts dans cette compétition.
Lors du premier semestre 2019, il se met en évidence en inscrivant quatre buts en championnat, lors de quatre matchs consécutifs.
Le 20 décembre 2019, est annoncé le prêt pour une saison de Kei Chinen à l'Oita Trinita, club évoluant alors en première division japonaise.
Chinen fait son retour à Kawasaki Frontale en janvier 2021.

## Palmarès
Kawasaki Frontale
- Championnat du Japon (2) :
  - Champion : 2017 et 2018.
- Coupe de la Ligue japonaise (1) :
  - Vainqueur : 2019.
  - Finaliste : 2017.